# Колоніал Крік
Колоніал Крік (англ. Colonial Creek Falls) — водоспад у Північній Америці, розташований у штаті Вашингтон Сполучених Штатів Америки.

## Географія
Водоспад Колоніал Крік розташований на території національного парку Норт-Каскейдс, на півночі штату Вашингтон, в північно-західній частині Сполучених Штатів Америки. Водоспад є частиною русла невеличкого струмка з однойменною назвою (Колоніал Крік — впадає у Чортове озеро), при його витоку із льодовика Колоніал, який  розташований у сідловині між вершинами: Піраміда Пік (2189 м), Піннацле Пік (2243+ м) , Паул Бунианс Стумп (2280+ м), Неві Пік (2288 м), Колоніал Пік (2369 м) та іншими. Падає 13-ма уступами із сумарної висоти 783 м, по схилу з розміром проєкції на горизонтальну площину близько 1280 м, що становить середній градієнт потоку в 65°. Такий, порівняно невеликий кут, робить падіння води водоспаду менш видовищним. Водоспад має середню ширину — 12 м, середньорічна витрата води — 3 м³/с. Займає 14-те місце у світі за висотою, 4-те — із водоспадів Сполучених Штатів Америки, та 1-ше — на континентальній частині США.